# Arquidiocese de Lima
A Arquidiocese de Lima (em latim Archidiœcesis Limana) é uma circunscrição eclesiástica da Igreja Católica situada em Lima, no Peru. Seu atual arcebispo é Carlos Gustavo Castillo Mattasoglio. Sua Sé é a Catedral de Lima.
Possui 123 paróquias servidas por 535 padres, abrangendo uma população de 2 958 092 habitantes, com 84,2% dessa população jurisdicionada batizada (2 489 530 católicos).

## História
A diocesi de Lima (Ciudad de los Reyes) foi erigida em 14 de maio de 1541 com a bula Illius fulciti præsidio do Papa Paulo III, recebendo seu território da diocese de Cusco (hoje arquidiocese). Originalmente era sufragânea da Arquidiocese de Sevilha.
Em 8 de janeiro de 1546 cedeu uma parte de seu território para o benefício da ereção da diocese de Quito (atualmente arquidiocese).
A Diocese de Lima, juntamente com as do México e de Santo Domingo, foi promovida ao posto de arquidiocese metropolitana, em 12 de fevereiro de 1546. Seu primeiro arcebispo foi o frei dominicano Jerónimo de Loayza.
Originalmente, o arcebispo de Lima era responsável pela Arquidiocese de Lima e por outras dioceses do Vice-Reino do Peru, como Cusco, Quito, Popayán, Tierra Firme, Nicarágua, Assunção, La Imperial, Santiago do Chile e Charcas. Em algum momento de sua história, chegou a ser a mais extensa do mundo. Em 1572, o Papa Pio V concedeu ao Arcebispo de Lima o título de sede primaz, tal título foi confirmado anos depois pelo então Papa Gregório XVI, em 1834, e também em 23 de maio de 1943 pelo Papa Pio XII. As necessidades pastorais motivaram a descentralização sucessiva dos vastos territórios, originado várias dioceses.
A Catedral de Lima é consagrada em 19 de outubro de 1625 pelo Arcebispo Gonzalo de Campo. O terremoto de 28 de outubro de 1746 causou danos irreparáveis e alterou profundamente o projeto original. A nova basílica foi inaugurada em 29 de maio de 1755 na época do Arcebispo Pedro Antonio Barroeta y Ángel.
O Padroeiro da Arquidiocese de Lima é São Turibio de Mogrovejo, e da sede episcopal é Santa Rosa de Lima.
Em 6 de outubro de 1990, com a carta apostólica Antiquissimus sane, o Papa João Paulo II confirmou a Nossa Senhora, venerada com o título de Nuestra Señora de la Evangelización, padroeira da arquidiocese.
Em 1 de fevereiro de 1985 e entre 14 e 15 de maio de 1988, recebeu a visita apostólica do Papa João Paulo II.
O Papa Francisco também realizou uma visita apostólica em 2018, sendo uma viagem para reforçar os laços com a Igreja Católica local.

## Prelados
|                     | Nome                                                | Período    | Notas                                      |
| Arcebispos          | Arcebispos                                          | Arcebispos | Arcebispos                                 |
| ------------------- | --------------------------------------------------- | ---------- | ------------------------------------------ |
| 36º                 | Carlos Gustavo Cardeal Castillo Mattasoglio         | 2019-      | Atual                                      |
| 35º                 | Juan Luis Cardeal Cipriani Thorne                   | 1999-2019  | Arcebispo emérito                          |
| 34º                 | Augusto Cardeal Vargas Alzamora, S.J. †             | 1989-1999  |                                            |
| 33º                 | Juan Cardeal Landázuri Ricketts, O.F.M. †           | 1955-1989  |                                            |
| 32º                 | Juan Gualberto Cardeal Guevara †                    | 1945-1954  |                                            |
| 31º                 | Pedro Pascual Francesco Farfán †                    | 1933-1945  |                                            |
| 30º                 | Emilio Francisco Lisson Chaves, C.M. †              | 1918-1931  |                                            |
| 29º                 | Pietro Emmanuele García Naranjó †                   | 1907-1917  |                                            |
| 28º                 | Manuel Tovar y Chamorro †                           | 1898-1907  |                                            |
| 27º                 | Manuel Antonio Bandini †                            | 1889-1898  |                                            |
| 26º                 | Francisco Orueta y Castrillón, C.O. †               | 1873-1886  |                                            |
| 25º                 | Manuel Teodoro del Valle †                          | 1872       |                                            |
| 24º                 | José Sebastian Goyeneche Barreda †                  | 1859-1872  |                                            |
| 23º                 | José Manuel Pasquel †                               | 1855-1857  |                                            |
| 22º                 | Francisco Javier de Luna Pizzarro †                 | 1845-1855  | Também presidente do Peru                  |
| 21º                 | Francisco de Sales Arrieta †                        | 1840-1843  |                                            |
| 20º                 | Jorge de Benavente †                                | 1834-1839  |                                            |
| 19º                 | Bartolomé María de las Heras Navarro †              | 1806-1823  |                                            |
| 18º                 | Juan Domingo González de la Reguera †               | 1780-1805  |                                            |
| 17º                 | Diego Antonio de Parada †                           | 1762-1779  |                                            |
| 16º                 | Diego del Corro †                                   | 1758-1761  |                                            |
| 15º                 | Pedro Antonio de Barroeta Ángel †                   | 1748-1757  | Nomeado Arcebispo de Granada               |
| 14º                 | Agustín Rodríguez Delgado †                         | 1746-1746  |                                            |
| 13º                 | José Antonio Gutiérrez y Ceballos †                 | 1740-1745  |                                            |
| 12º                 | Juan Francisco Antonio de Escandón, C.R. †          | 1731-1739  |                                            |
| 11º                 | Diego Morcillo Rubio de Suñón de Robledo, O.SS.T. † | 1723-1730  |                                            |
| 10º                 | Antonio de Zuloaga †                                | 1713-1722  |                                            |
| 9º                  | Melchor Liñán y Cisneros †                          | 1677-1708  |                                            |
| 8º                  | Juan de Almoguera, O.SS.T. †                        | 1673-1676  |                                            |
| 7º                  | Pedro de Villagómez Vivanco †                       | 1640-1671  |                                            |
| 6º                  | Hernando de Arias y Ugarte †                        | 1628-1638  |                                            |
| 5º                  | Gonzalo del Campo †                                 | 1623-1627  |                                            |
| 4º                  | Bartolomé Lobo Guerrero †                           | 1607-1622  |                                            |
| 3º                  | São Turibio Alfonso de Mogrovejo †                  | 1579-1606  |                                            |
| 2º                  | Diego Gómez de Lamadrid, O.SS.T. †                  | 1577-1578  | Nomeado Arcebispo de Mérida-Badajoz        |
| 1º                  | Jerónimo de Loayza, O.P. †                          | 1546-1575  |                                            |
| Arcebispo-coadjutor |                                                     |            |                                            |
|                     | Juan Landázuri Ricketts, O.F.M.                     | 1952-1955  |                                            |
| Bispos-auxiliares   |                                                     |            |                                            |
|                     | Juan José Salaverry Villarreal, O.P.                | 2021-      | Atual                                      |
|                     | Guillermo Antonio Cornejo Monzón                    | 2021-      | Atual                                      |
|                     | Guillermo Teodoro Elías Millares                    | 2019-      | Atual                                      |
|                     | Ricardo Augusto Rodríguez Álvarez                   | 2019-      | Atual                                      |
|                     | Guillermo Martín Abanto Guzmán                      | 2009-2012  | Nomeado Bispo de Ordinário Militar do Peru |
|                     | Raúl Antonio Chau Quispe                            | 2009-2019  | Nomeado Bispo-auxiliar de Arequipa         |
|                     | José Antonio Eguren Anselmi, S.C.V.                 | 2002-2006  | Nomeado Arcebispo de Piura                 |
|                     | Adriano Tomasi Travaglia, O.F.M.                    | 2002-2019  |                                            |
|                     | Carlos Enrique García Camader                       | 2002-2006  | Nomeado Bispo de Lurín                     |
|                     | Norbert Klemens Strotmann Hoppe, M.S.C.             | 1992-1997  | Nomeado Bispo de Chosica                   |
|                     | Oscar Julio Alzamora Revoredo, S.M.                 | 1991-1992  |                                            |
|                     | Héctor Miguel Cabrejos Vidarte, O.F.M.              | 1988-1996  | Nomeado Bispo de Ordinário Militar do Peru |
|                     | José Hugo Garaycoa Hawkins                          | 1982-1991  | Nomeado Bispo de Tacna y Moquegua          |
|                     | Javier Miguel Ariz Huarte, O.P.                     | 1980-1995  |                                            |
|                     | Alfredo Noriega Arce, S.J.                          | 1980-1993  |                                            |
|                     | Alberto Aurelio Brazzini Diaz-Ufano                 | 1978-2001  |                                            |
|                     | Augusto Beuzeville Ferro                            | 1973-1990  | Nomeado Bispo-auxiliar de Piura            |
|                     | Germán Schmitz Sauerborn, M.S.C.                    | 1970-1990  |                                            |
|                     | Luis Armando Bambarén Gastelumendi, S.J.            | 1967-1978  | Nomeado Bispo de Chimbote                  |
|                     | Mario Renato Cornejo Radavero                       | 1961-1969  |                                            |
|                     | José Antonio Dammert Bellido                        | 1958-1962  | Nomeado Bispo de Cajamarca                 |
|                     | Fidel Mario Tubino Mongilardi                       | 1956-1973  |                                            |
|                     | Federico Pérez Silva, C.M.                          | 1946-1952  | Nomeado Bispo-coadjutor de Piura           |
|                     | Leonardo José Rodriguez Ballón, O.F.M.              | 1943-1945  | Nomeado Bispo de Huancayo                  |
|                     | José Gregorio Castro Miranda, O.F.M.                | 1917-1924  |                                            |
|                     | Manuel Segundo Ballón Manrique                      | 1909-1923  |                                            |
|                     | Julian Cáceres Negrón                               | 1901-1904  |                                            |
|                     | José María Carpinteiro Aponte                       | 1891-1905  |                                            |
|                     | Manuel Tovar e Chamorro                             | 1891-1898  | Elevado a Arcebispo                        |
|                     | Manuel Antonio Bandini Mazuelos                     | 1879-1889  | Elevado a Arcebispo                        |
|                     | Pedro Ignacio de Benavente e del Castillo           | 1864-1883  |                                            |
|                     | Pedro José Tordoya Montoya                          | 1860-1875  | Nomeado Bispo de Cusco                     |
|                     | Francisco de Asis Orueta e Castrillón, C.O.         | 1855-1859  | Nomeado Bispo de Trujillo                  |
|                     | José Manuel Pasquel e Losada                        | 1848-1855  | Elevado a Arcebispo                        |
|                     | Francisco Javier Luna-Pizarro e Pacheco de Chávez   | 1836-1845  | Elevado a Arcebispo                        |
|                     | Francisco Gutiérrez Galeano, O. de M.               | 1738-1744  | Nomeado Bispo de Ayacucho ou Huamanga      |
|                     | Pedro Morcillo Rubio de Auñón                       | 1724-1731  | Nomeado Bispo de Panamá                    |
|                     | Francisco Cisneros y Mendoza                        | 1702-1724  |                                            |
|                     | Nicolás de Ulloa e Hurtado de Mendoza, O.S.A.       | 1676-1679  | Nomeado Bispo de Córdoba                   |
| Bispos              |                                                     |            |                                            |
| 1º                  | Jerónimo de Loayza, O.P. †                          | 1541-1546  |                                            |